# Wiener Neustadt
Wiener Neustadt ("Cidade Nova de Viena", em alemão) é uma cidade no estado austríaco da Baixa Áustria. Está situada a 50 quilômetros ao sul de Viena. Wiener Neustadt é uma cidade estatutária (Statutarstadt), ou seja, possui estatuto de distrito.

## População
Com uma população de 40 230 (2008) é a segunda cidade mais habitada do estado, e a décima-primeira da Áustria.

## Política
O burgomestre (prefeito) da cidade é Bernhard Müller, e é membro do Partido Social-Democrata da Áustria (SPÖ).